# Harold Lee Alden
Harold Lee Alden (10 de enero de 1890 - 3 de febrero de 1964) fue un astrónomo estadounidense, especializado en la determinación de paralajes estelares.

## Etapa formativa
Alden se licenció en la Universidad de Wheaton en 1912 y obtuvo su maestría (máster) en 1913 en la Universidad de Chicago. Trabajó, en paralelo con sus estudios, como asistente de fotometría en el Observatorio Yerkes (1912-1914). Continuó sus estudios de postgrado en astronomía en la Universidad de Virginia con el profesor Samuel Alfred Mitchell. Se doctoró en 1917 con la tesis Observations of long period variable stars at the Leander McCormick Observatory (Observaciones de estrellas variables de periodos prolongados en el Observatorio Leander McCormick).

## Carrera profesional
Dejó la universidad de Virginia en 1925 (donde había llegado a ser Profesor Asistente) para irse a la recientemente establecida Estación de la Universidad de Yale en Johannesburgo, Sudáfrica, con el cargo de Director. Pasó los siguientes veinte años trabajando con un refractor de foco largo para determinar el paralaje de las estrellas del hemisferio Sur.
Alden regresó a la Universidad de Virginia en 1945 para suceder a Samuel Alfred Mitchell como Profesor de Astronomía, jefe del Departamento de Astronomía, y director del Observatorio Leander McCormick. La mayoría del trabajo de Alden en la Universidad de Virginia, tanto antes como después de su estadía en Sudáfrica, consistió en mediciones del paralaje, movimiento propio, y observaciones visuales de estrellas variables de periodos prolongados.
Fue vicepresidente de la Asociación Americana para el Avance de la Ciencia, y presidente de su sección de Astronomía (la Sección D) en 1951. De 1952 a 1955 fue presidente de la Comisión 24, encargada de los paralajes estelares, en la Unión Astronómica Internacional.
Alden se retiró de la Universidad de Virginia el 30 de junio de 1960. Falleció en Charlottesville el 3 de febrero de 1964, sobreviviéndole su esposa, Mildred, y sus tres hijos.

## Eponimia
- En 1970 se decidió, en su honor, llamar «Alden» a un cráter lunar en la cara oculta de la Luna.[2]